# Yvonne Lime
Yvonne Lime (* 7. April 1935 in Glendale, Kalifornien) ist eine ehemalige US-amerikanische Filmschauspielerin, deren schauspielerische Laufbahn sich auf den Zeitraum zwischen 1956 und 1968 beschränkte, als sie in mehreren Spielfilmen und Fernsehserien mitwirkte.

## Leben
Yvonne Lime wurde von ihrem Vater inspiriert, mit der Schauspielerei zu beginnen,  und studierte am Pasadena Playhouse. Nachdem sie in einigen Fernsehserien mitgewirkt hatte, stand sie 1956 an der Seite von Burt Lancaster und Katharine Hepburn in dem Spielfilm Der Regenmacher vor der Kamera. Hierin spielte sie die junge Freundin von Earl Hollimans Figur. Im darauffolgenden Jahr stand sie mit zwei Legenden des Rock ’n’ Roll, erst Eddie Cochran und danach Elvis Presley, vor der Kamera. Mit dem King of Rock ’n’ Roll freundete sie sich während der vom 21. Januar 1957 bis 8. März 1957 dauernden Dreharbeiten an und wurde zu Ostern 1957 nach Graceland eingeladen.
Nach ihrer Heirat mit dem Fernsehproduzenten Don Fedderson zog sie sich aus dem Filmgeschäft zurück, die Ehe hielt bis zu Feddersons Tod im Jahr 1994.

## Filmografie (Auswahl)
- 1956: Wenn man Millionär wär’ (The Millionaire, Fernsehserie, Folge 2x30)
- 1956: Der Regenmacher (The Rainmaker)
- 1956–1958: The George Burns and Gracie Allen Show (Fernsehserie, 11 Folgen)
- 1956–1960: Vater ist der Beste (Father Knows Best, Fernsehserie, 13 Folgen)
- 1957: Reife Blüten (Untamed Youth)
- 1957: Der Tod hat schwarze Krallen (I Was a Teenage Werewolf)
- 1957: Gold aus heißer Kehle (Loving You)
- 1957: Reife Blüten (Untamed Youth)
- 1957: Der Tod hat schwarze Krallen (I Was a Teenage Werewolf)
- 1957: Gold aus heißer Kehle (Loving You)
- 1957: Mickey Mouse Club (The Mickey Mouse Club, Fernsehserie, 3 Folgen)
- 1958: Dragstrip Riot
- 1958: High School Hellcats
- 1958–1960: The Adventures of Ozzie and Harriet (Fernsehserie, 4 Folgen)
- 1959: Speed Crazy
- 1960–1961: Happy (Fernsehserie, 16 Folgen)
- 1964: Ein Page hat's nicht leicht (The Bill Dana Show, Fernsehserie, Folge 2x01)
- 1964–1968: Gomer Pyle, U.S.M.C. (Fernsehserie, 4 Folgen)
- 1965: The Andy Griffith Show (Fernsehserie, Folge 6x08)
- 1968: Polizeibericht (Dragnet 1967, Fernsehserie, Folge 3x04)
- 1968: Meine drei Söhne (My Three Sons, Fernsehserie, Folge 9x04)